# Энергетика Челябинской области
Энергетика Челябинской области — отрасль экономики Челябинской области. Энергетика Челябинской области находится в ведении Министерства тарифного регулирования и энергетики Челябинской области (министр —
Кучиц Татьяна Валерьевна).

## История
Развитие энергетики Челябинской области определялось нуждами промышленности и населения района в электроэнергии. В 1908 году в Екатеринбургском уезде Пермской губернии был основан первый в России электрометаллургический завод. Электроэнергией завод обеспечивала построенная рядом с заводом в 1909 году на реке Большая Сатка в урочище Пороги гидроэлектростанция. Действующая до сих пор самая старая действующая электростанция России имела мощность 1,36 мегаватта. Она внесена в перечень культурных объектов ЮНЕСКО.
В 30-е годы XX века на Южном Урале строились Магнитогорский металлургический комбинат, Челябинский тракторный завод, Челябинский электрометаллургический комбинат. Для работы этих предприятий также была необходима электроэнергия.
15 сентября 1930 года по плану ГОЭЛРО в Челябинске была построена Челябинская государственная районная электростанция (ЧГРЭС) (Электрическая мощность — 494,5 МВт, тепловая мощность — 700 Гкал/ч.). Первоначально станция работала на местных углях, в 1963 году ЧГРЭС переведена на газовое топливо.
В годы Великой Отечественной войны в Челябинскую область были эвакуированы сотни промышленных предприятий из Москвы, Ленинграда, Украины и др. Их работа должна была быть в сжатые сроки обеспечена энергией. 18 января 1942 года в Челябинске была построена ТЭЦ-1. Рост промышленности после войны потребовал новых генерирующих мощностей. В 1949 году на реке Большая Сатка в пос. Магнитский запустили Зюраткульскую ГЭС мощностью 5,76 мегаватт.

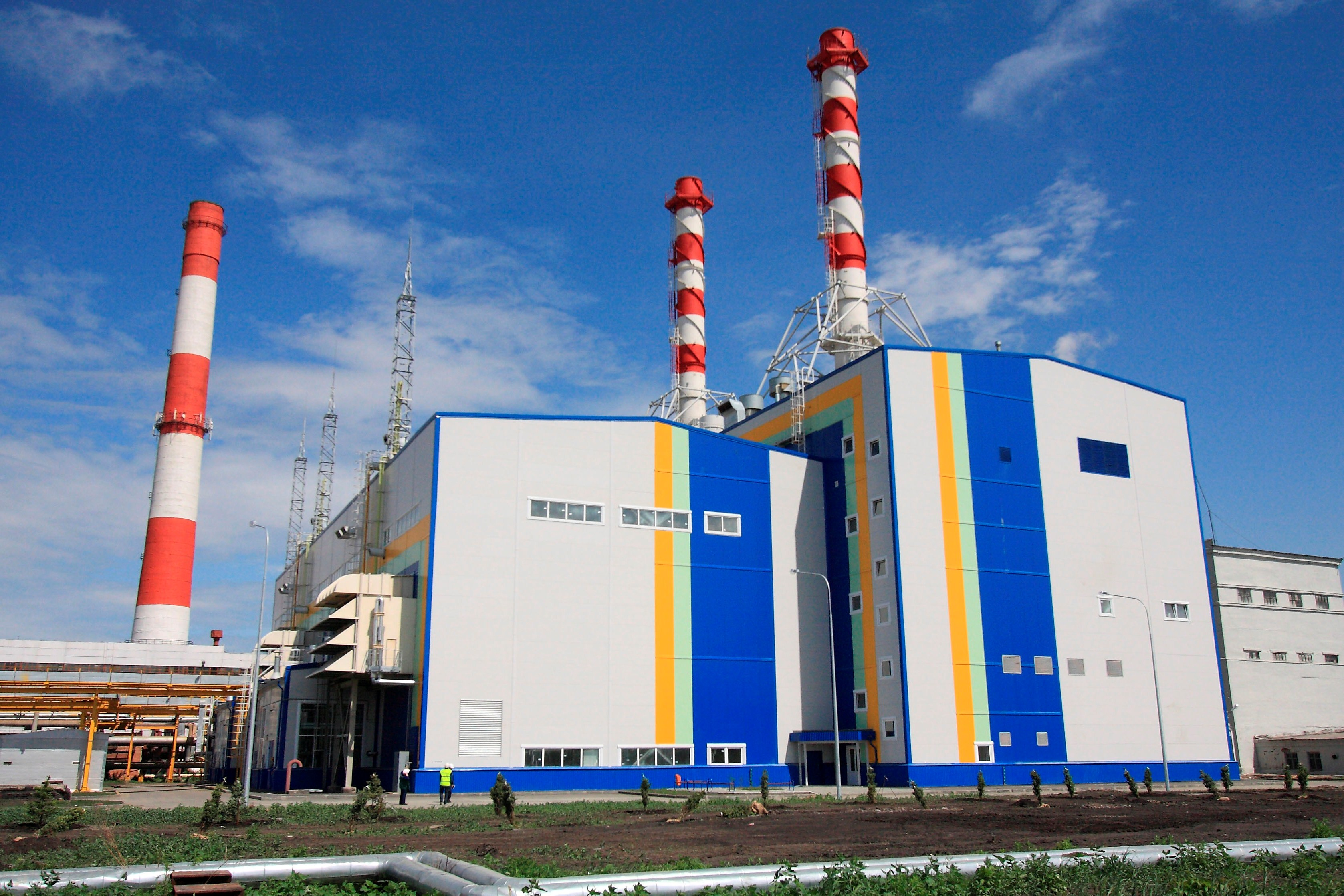
Челябинская ТЭЦ-1

В 1952 году в Челябинской области для нужд города Южноуральска была построена Южноуральская ГРЭС. В 1954 году в поселке Новогорный Челябинской области появилась Аргаяшская ТЭЦ. ТЭЦ обеспечивала тепловой и электроэнергией города Озерск и Снежинск. В 1957 году для нужд Магнитогорска введена в строй Магнитогорская ТЭЦ.
В 1960 году в Троицке построена Троицкая ГРЭС, а в 1962 году — Челябинская ТЭЦ-2.
Строительство продолжалось и после перехода страны на капиталистический путь развития. В 1996 году в Челябинске запущена первая очередь ТЭЦ-3. С пуском в 2011 году всех её трех энергоблоков, станция стала выдавать 576 МВт. электрической и 1325,6 Гкал. тепловой энергии.
В 1992 году в стране было создано РАО «ЕЭС России» с передачей в его собственность крупных электростанций и сетей напряжением 330 кВ и выше. В 1998 году РАО «ЕЭС России» возглавил Анатолий Борисович Чубайс, взявшийся за реформирование электроэнергетики. В основе реформы стало разделение отрасли на конкурентные и монопольные виды деятельности. В 2008 году РАО «ЕЭС России» было ликвидировано. Энергетические компании разделили на генерирующие и сбытовые.
К настоящему времени в Челябинской области действует зона региональной Челябинской энергосистемы, которая входит в состав Объединенной энергетической системы Урала (ОЭС Урала). Управлением Челябинской энергосистемой занимается Филиал ОАО «СО ЕЭС» «Региональное диспетчерское управление энергосистемы Челябинской области» (Челябинское РДУ).

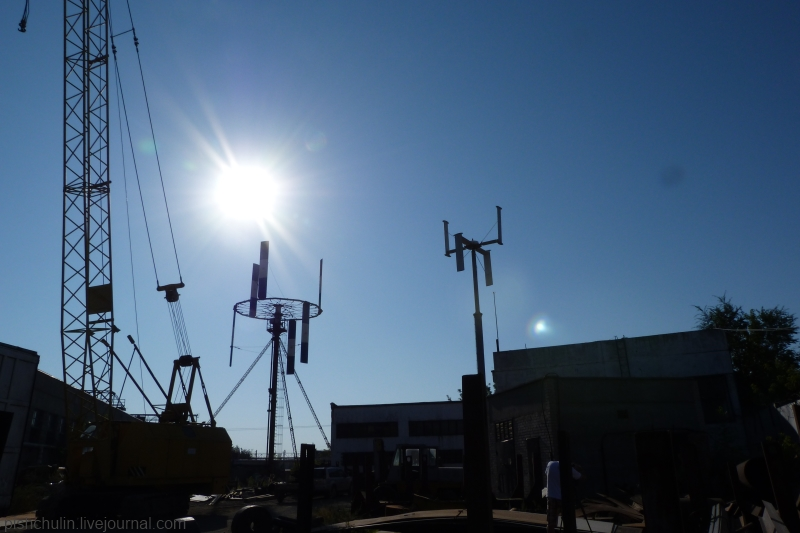
Ветрогенераторы в Челябинской области

В области функционируют предприятия, осуществляющие генерацию электрической энергии: ОАО «Фортум», ОАО «ОГК-2» — Троицкая ГРЭС, ОАО «ИНТЕР РАО — Электрогенерация» филиал «Южноуральская ГРЭС» (7 электростанций федерального значения) и сетевые кампании, занимающиеся распределением электрической энергии: ОАО «ФСК ЕЭС» Южноуральское предприятие магистральных электрических сетей и филиал ОАО «МРСК Урала» — «Челябэнерго».
В области продолжается строительство дополнительных энергоблоков и реконструкция существующих предприятий, включая Челябинскую ТЭЦ, Троицкую ГРЭС и др., для нужд сельского хозяйства строятся ветровые электростанции.
ТЭЦ работают на местном и поступающем из соседних регионов сырье. Энергетическая база области включает добычу бурого угля в (Копейске).
В Челябинской области планируется строительство Южно-Уральской АЭС на трех реакторах на быстрых нейтронах.

## Крупнейшие электростанции области

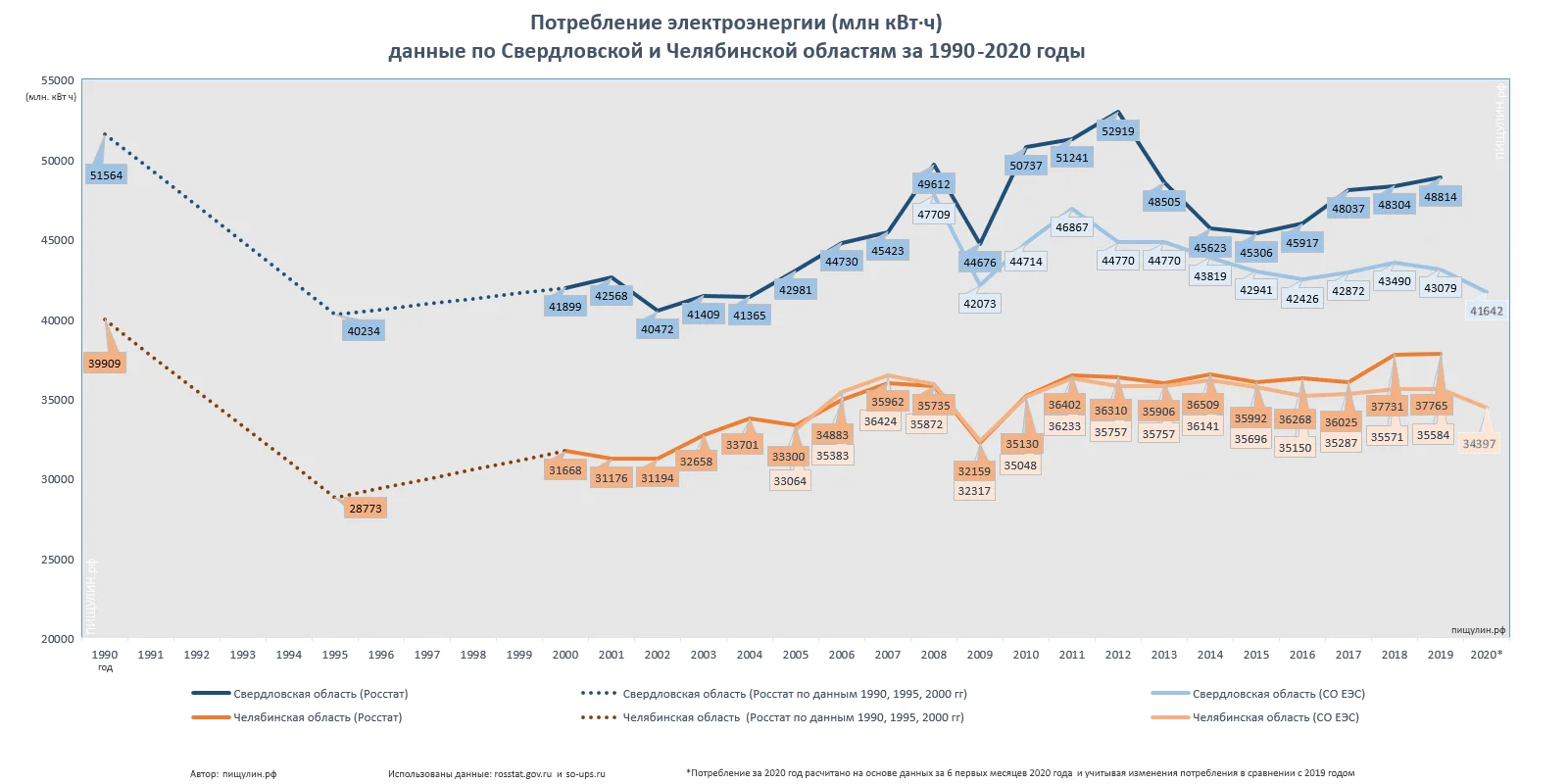
Потребление электроэнергии в Свердловской и Челябинской областях в период с 1990 по 2020 годы

К крупнейшим генерирующим станциям Челябинской области относятся:
- Троицкая ГРЭС мощностью 836.00 МВт.;
- Южноуральская ГРЭС-2 мощностью 824.60 МВт.;
- Южноуральская ГРЭС мощностью 782.00 МВт.;
- Челябинская ТЭЦ-3 мощностью 576.30 МВт.;
- ТЭЦ ММК мощностью 330.00 МВт.;
- Челябинская ТЭЦ-2 мощностью 320.00 МВт.;
- Челябинская ТЭЦ-1 мощностью 232.80 МВт.;
- Аргаяшская ТЭЦ мощностью 195.00 МВт.